# Β-丁内酯
β-丁内酯（英語：β-Butyrolactone）是一种有机化合物，化学式C4H6O2，可看作是3-羥基丁酸发生分子内脱水形成的β-内酯。